# Olympische Winterspiele 1998/Teilnehmer (Belarus)
| Gelbes Symbol für Goldmedaillen mit stilisierten Olympischen Ringen | Graues Symbol für Silbermedaillen mit stilisierten Olympischen Ringen | Braundes Symbol für Bronzemedaillen mit stilisierten Olympischen Ringen |
| ------------------------------------------------------------------- | --------------------------------------------------------------------- | ----------------------------------------------------------------------- |
| —                                                                   | —                                                                     | 2                                                                       |

Belarus nahm an den Olympischen Winterspielen 1998 im japanischen Nagano mit einer Delegation von 60 Athleten in neun Disziplinen teil, davon 45 Männer und 15 Frauen. Mit zwei Bronzemedaillen erreichte Belarus den 20. Platz im Medaillenspiegel. Oleksij Ajdarow gewann Bronze im Einzelrennen des Biathlon, der Freestyle-Skier Dsmitryj Daschtschynski wurde im Springen Dritter.
Fahnenträger bei der Eröffnungsfeier war der Biathlet Aljaksandr Papou.

## Teilnehmer nach Sportarten

### Biathlon
Männer
- Oleksij Ajdarow
10 km Sprint: 37. Platz (30:12,3 min)
20 km Einzel: Bronze  (56:46,5 min)
4 × 7,5 km Staffel: 4. Platz (1:23:14,0 h)

- Aleh Ryschankou
10 km Sprint: 27. Platz (29:38,2 min)
20 km Einzel: 9. Platz (58:31,3 min)
4 × 7,5 km Staffel: 4. Platz (1:23:14,0 h)

- Aljaksandr Papou
10 km Sprint: 55. Platz (30:53,0 min)
20 km Einzel: 42. Platz (1:00:39,6 h)
4 × 7,5 km Staffel: 4. Platz (1:23:14,0 h)

- Wadsim Saschuryn
10 km Sprint: 46. Platz (30:34,0 min)
20 km Einzel: 13. Platz (59:08,6 min)
4 × 7,5 km Staffel: 4. Platz (1:23:14,0 h)

Frauen
- Natalia Moroz
7,5 km Sprint: 28. Platz (25:04,7 min)
4 × 7,5 km Staffel: 12. Platz (1:45:24,0 h)

- Swjatlana Paramyhina
7,5 km Sprint: 24. Platz (24:50,0 min)
15 km Einzel: 12. Platz (56:53,4 min)
4 × 7,5 km Staffel: 12. Platz (1:45:24,0 h)

- Natallja Permjakawa
15 km Einzel: 41. Platz (1:01:33,5 h)

- Natallja Ryschankowa
7,5 km Sprint: 52. Platz (26:10,5 min)
15 km Einzel: 19. Platz (58:03,5 min)
4 × 7,5 km Staffel: 12. Platz (1:45:24,0 h)

- Irina Tananajko
7,5 km Sprint: 22. Platz (24:42,5 min)
15 km Einzel: 22. Platz (58:25,4 min)
4 × 7,5 km Staffel: 12. Platz (1:45:24,0 h)

### Eishockey
Männer
| - Aljaksandr Schumidub - Andrej Mesin - Leanid Hryschukewitsch - Aleh Chmyl - Aleh Ramanau - Ihar Matuschkin - Sjarhej Jarkowitsch - Aljaksandr Aljaksejeu - Ruslan Salej - Aljaksandr Schuryk - Sjarhej Stas - Aljaksej Loschkin | - Aljaksandr Andryjeuski - Wiktar Karatschun - Wadsim Bekbulatau - Andrej Kawaljou - Wassil Pankou - Andrej Skabelka - Aljaksej Kaljuschny - Jauhen Roschtschyn - Uladsimir Zyplakou - Aljaksandr Haltschenjuk - Eduard Sankawez - Aleh Antonenka |

- 7. Platz

### Eiskunstlauf
Eistanz
- Tatjana Nawka & Nikolai Morosow
16. Platz (32,0)

### Eisschnelllauf
Männer
- Wital Nowitschenka
5000 m: 32. Platz (7:19,76 min)

Frauen
- Ljudmila Kastjukewitsch
500 m: 31. Platz (82,43 s)
1000 m: 34. Platz (1:22,58 min)

- Anschalika Kazjuha
500 m: 16. Platz (79,61 s)
1000 m: 25. Platz (1:21,35 min)

- Swjatlana Tschajepelnikowa
3000 m: 29. Platz (4:36,97 min)

### Freestyle-Skiing
Männer
- Dsmitryj Daschtschynski
Springen: Bronze  (240,79)

- Aljaksej Hryschyn
Springen: 8. Platz (220,99)

- Aleh Kuleschou
Buckelpiste: 29. Platz (in der Qualifikation ausgeschieden)

- Aljaksandr Tkatschenka
Springen: 18. Platz (in der Qualifikation ausgeschieden)

- Wassil Warabjou
Springen: 13. Platz (in der Qualifikation ausgeschieden)

Frauen
- Julija Milko-Tschernomorez
Buckelpiste: 19. Platz (in der Qualifikation ausgeschieden)

### Nordische Kombination
- Kanstanzin Kalinowski
Einzel (Normalschanze / 15 km): 42. Platz (49:38,2 min)

- Sjarhej Sacharenka
Einzel (Normalschanze / 15 km): 43. Platz (51:12,2 min)

### Ski Alpin
Männer
- Ihor Judsin
Super-G: 36. Platz (1:45,92 min)

### Skilanglauf
Männer
- Sjarhej Dalidowitsch
10 km klassisch: Rennen nicht beendet
30 km klassisch: 36. Platz (1:42:18,7 h)
50 km Freistil: 31. Platz (2:17:07,5 h)
4 × 10 km Staffel: 14. Platz (1:45:15,3 h)

- Wjatscheslaw Plaksunow
50 km Freistil: Rennen nicht beendet
4 × 10 km Staffel: 14. Platz (1:45:15,3 h)

- Aljaksandr Sannikou
10 km klassisch: 39. Platz (29:54,7 min)
15 km Verfolgung: 26. Platz (43:16,9 min)
30 km klassisch: 40. Platz (1:42:48,0 h)
50 km Freistil: 27. Platz (2:16:34,4 h)
4 × 10 km Staffel: 14. Platz (1:45:15,3 h)

- Mikalaj Semenjako
10 km klassisch: 73. Platz (31:54,5 min)
15 km Verfolgung: 60. Platz (49:31,3 min)
30 km klassisch: 54. Platz (1:47:32,5 h)
50 km Freistil: Rennen nicht beendet

- Aljaksej Trehubou
10 km klassisch: 70. Platz (31:43,9 min)
15 km Verfolgung: Rennen nicht beendet
30 km klassisch: 18. Platz (1:40:05,9 h)
4 × 10 km Staffel: 14. Platz (1:45:15,3 h)

Frauen
- Kazjaryna Antonjuk
15 km klassisch: 42. Platz (52:24,5 min)
4 × 5 km Staffel: 14. Platz (59:56,9 min)

- Svetlana Kamotskaya
5 km klassisch: 48. Platz (19:32,7 min)
10 km Verfolgung: 47. Platz (33:11,2 min)
15 km klassisch: 39. Platz (51:59,0 min)
30 km Freistil: 42. Platz (1:33:51,6 h)
4 × 5 km Staffel: 14. Platz (59:56,9 min)

- Ljudmila Karolik
5 km klassisch: 63. Platz (20:17,9 min)
10 km Verfolgung: 58. Platz (34:55,4 min)
30 km Freistil: 44. Platz (1:34:07,5 h)
4 × 5 km Staffel: 14. Platz (59:56,9 min)

- Alena Sinkewitsch
5 km klassisch: 23. Platz (18:50,2 min)
10 km Verfolgung: 21. Platz (30:42,5 min)
15 km klassisch: 15. Platz (49:20,8 min)
30 km Freistil: 12. Platz (1:27:15,3 h)
4 × 5 km Staffel: 14. Platz (59:56,9 min)

- Iryna Skripnik
5 km klassisch: 55. Platz (19:44,2 min)
10 km Verfolgung: 55. Platz (34:15,8 min)
15 km klassisch: 43. Platz (52:26,2 min)
30 km Freistil: 47. Platz (1:34:38,4 h)

### Skispringen
- Aljaxej Schybko
Normalschanze: 40. Platz (nicht für den 2. Sprung qualifiziert)
Großschanze: 55. Platz (nicht für den 2. Sprung qualifiziert)

- Alexander Sinjawski
Normalschanze: 50. Platz (nicht für den 2. Sprung qualifiziert)
Großschanze: 32. Platz (nicht für den 2. Sprung qualifiziert)